# Irene Pacheco
Irene Pacheco (San Juan de Urabá, 26 de marzo de 1971), más conocido como Mambaco, es un boxeador colombiano, campeón mundial en la categoría peso mosca.

## Carrera
Pacheco se hizo profesional en 1993 y ganó el título IBF de peso mosca con un nocaut técnico ante Luis Cox Coronado en 1999. Durante cinco años, "Mambaco" Pacheco defendió con éxito el cinturón contra boxeadores como Masibulele Makepula, Mike Trejo y Alejandro Félix Montiel, antes de perderlo en una controvertida lucha contra Vic Darchinyan, por nocaut técnico, en 2004.
Subió de peso y se enfrentó a Jhonny González en marzo de 2007, pero perdió por nocaut técnico, hecho que marcó el final de su carrera.